# Максимец (хребет)
Максимец — хребет в Украинских Карпатах, в юго-западной части Черновицкой области, в пределах Вижницкого района. Относится к Яловичёрским горам. Простирается с юго-востока на северо-запад в междуречье Белого Черемоша и Путилы. Максимальная высота — 1345 м (гора  Максимец).
Хребет имеет густую речную сеть. Склоны покрыты хвойными, преимущественно еловыми лесами с незначительной примесью бука, клёна, березы и рябины. Кое-где безлесные участки (царинки, полонины), заняты преимущественно под сенокосы и пастбища. Богатая флора царинок, здесь растёт ряд редких и лекарственных растений: арника горная, гвоздика скученная, купальница трансильванская, траунштейнера шаровидная и т. д. В лесах кое-где встречается гудайера ползучая.
Ближайшие населённые пункты: сёла Плай, Голошина; посёлок Путила.